# ماتریالیسم و امپریوکریتیسیسم
ماتریالیسم و امپریوکریتیسیسم (به انگلیسی:Materialism and Empiriocriticism)، عنوان اثری فلسفی در زمینه شناخت‌شناسی است از نظریه‌پرداز، نویسنده و سیاستمدار روس ولادیمیر لنین که آن را در سال ۱۹۰۹ منتشر کرد. این کتاب پس از انقلاب اکتبر و در اتحاد جماهیر شوروی به‌عنوان یک منبع درسی در مدارس تدریس می‌شد. لنین در این کتاب با استدلالی مادی‌گرایانه مطرح می‌کند که فهم بشری به‌درستی و به‌دقت چیزی جز انعکاس جهان خارجی (عینی) نیست (ترجمهٔ دیگر: شناخت ما رونوشت راستین واقعیت است).